# Убілава Юза Джахойович
Юза Джахойович Убілава (1941, село Чале, тепер Цаленджіхський муніципалітет, Грузія — ?) — радянський діяч, голова Ради міністрів Абхазької АРСР. Член ЦК КП Грузії. Депутат Верховної ради Грузинської РСР 10-го скликання. Депутат Верховної Ради СРСР 10—11-го скликань.

## Життєпис
У 1957 році закінчив середню школу із відзнакою.
З 1957 року — робітник Інгурсплавконтори; прохідник, колектор Інгурської дослідницької експедиції Грузинської РСР.
У 1965 році закінчив Грузинський сільськогосподарський інститут, здобув вищу економічну освіту.
З 1965 року — економіст-бухгалтер відділу економіки та аналізу Міністерства сільського господарства Грузинської РСР, 
Член КПРС з 1968 року.
У 1971 році закінчив аспірантуру Грузинського сільськогосподарського інституту.
У 1971—1974 роках — начальник відділу економіки та аналізу, заступник начальника Головного управління у справах колгоспів Міністерства сільського господарства Грузинської РСР.
У січні — червні 1974 року — голова виконавчого комітету Чхороцкуської районної ради депутатів трудящих Грузинської РСР.
У червні 1974 — лютому 1975 року — 1-й секретар Чхороцкуського районного комітету КП Грузії.
У лютому 1975 — липні 1976 року — 1-й секретар Потійського міського комітету КП Грузії.
7 липня 1976 — 21 вересня 1978 року — міністр м'ясної та молочної промисловості Грузинської РСР
21 вересня 1978 — 7 квітня 1987 року — голова Ради міністрів Абхазької АРСР.
У 1981 році закінчив Академію суспільних наук при ЦК КПРС.
Потім проживав у Грузії. Подальша доля невідома. 

## Нагороди
- орден Трудового Червоного Прапора (1976)
- два ордени «Знак Пошани» (1981)
- медалі